# Кал (Арканзас)
Кал (енгл. Cale) град је у америчкој савезној држави Арканзас.

## Демографија
По попису из 2010. године број становника је 79, што је 4 (5,3%) становника више него 2000. године.
| Група             | 2000.      | 2010.      |
| Белци             | 73 (97,3%) | 75 (94,9%) |
| Афроамериканци    | 2 (2,7%)   | 4 (5,1%)   |
| Азијати           | 0 (0,0%)   | 0 (0,0%)   |
| Хиспаноамериканци | 0 (0,0%)   | 0 (0,0%)   |
| Укупно            | 75         | 79         |